# Martiros
Martiros – wieś w Armenii, w prowincji Wajoc Dzor. W 2011 roku liczyła 601 mieszkańców.